# Monsters of Rock
Monsters of Rock war das bedeutendste Hard-Rock- und Heavy-Metal-Musikfestival der 1980er und frühen 1990er Jahre. Es fand von 1980 bis einschließlich 1996 auf der Donington-Park-Rennstrecke bei Castle Donington in Leicestershire, England statt und hatte zeitweise über 100.000 Zuschauer. Aufgrund des Erfolges wurden Monsters-of-Rock-Festivals später auch in weiteren Ländern veranstaltet.

## Überblick
Das erste Festival wurde 1980 vom englischen Veranstalter Maurice Jones initiiert und fand danach jährlich im August statt. Das erste Festival war als Abschluss der Welttournee der Band Rainbow gedacht und lockte gut 35.000 Zuschauer auf das Gelände. In den folgenden Jahren stiegen die Zuschauerzahlen stetig. 1988 erreichte das Festival mit 102.000 Zuschauern seinen Höhepunkt. Als während des Auftritts von Guns n’ Roses am Nachmittag zwei Fans ums Leben kamen, hatte das Konsequenzen für die Veranstaltung. 1989 fand erstmals kein Monsters of Rock statt, in den nachfolgenden Jahren wurden die Tickets dann jeweils auf 72.500 limitiert.
Das Festival war darüber hinaus eine Art Generalprobe für Newcomer-Bands und ihre weitere Laufbahn in ganz Europa. Wer in Donington gut abschnitt, dem standen die Tore zum Erfolg in Europa offen. Berüchtigt waren die Besucher des Festivals. Vor allem die Bands am Nachmittag hatten nicht selten mit dem teilweise aggressiven Publikum zu kämpfen. Oft flogen mit Urin gefüllte Plastikflaschen und Schlammbälle auf die Bühne, einmal sogar ein Schweinekopf. Trotzdem galt das Festival als Prestigeobjekt. In Donington spielten mehr oder weniger alle namhaften Rock- und Metal-Bands der Zeit. Das Festival fand schnell Nachahmer in ganz Europa. Meistens wurde das Billing des Mutterfestivals übernommen oder geringfügig geändert. Das erste Monsters-of-Rock-Festival in Deutschland fand im Jahr 1983 statt. Ab 1988 wurde regelmäßig das (teilweise leicht veränderte) Line-Up von Donington auf Europatour geschickt. So geschehen 1988, 1990, 1991 und 1992. Im Jahr 1988 fand außerdem eine Monsters-of-Rock-Tour in den USA statt, die allerdings mit dem Original aus Donington nichts zu tun hatte. Weitere Monsters-of-Rock-Festivals wurden in den 1990er Jahren in südamerikanischen Ländern wie Argentinien und Brasilien veranstaltet. Sie standen ebenfalls in keiner Verbindung zum Original.
In den 1990er Jahren büßte das Mutterfestival in Donington nicht zuletzt wegen seiner eher traditionellen Ausrichtung einiges an Popularität ein. Die Rockmusiklandschaft hatte sich nachhaltig verändert, der Hard Rock der 1980er Jahre war nicht mehr angesagt und somit auch keine Festivals dieser Art. 1993 fand das Festival mangels eines zugkräftigen Headliners erstmals seit 1989 nicht statt. Nach der 1996er-Ausgabe war schließlich das Aus für das Monsters of Rock gekommen. Im Jahr 2001 fanden erstmals wieder einige größere Festivals auf dem Gelände in Donington statt. So spielten auf dem Rock & Blues Festival im Juni Bands wie Hawkwind, Meat Loaf und UFO und einen Monat später beim A Day At The Races u. a. die Stereophonics und The Black Crowes. 2002 fand auf dem Gelände erstmals das Ozzfest statt. Seit 2003 findet am selben Veranstaltungsort das Download-Festival statt, welches mittlerweile als legitimer Nachfolger des Monsters of Rock gilt.
Im Jahr 2006, exakt 10 Jahre nach dem letzten Monsters of Rock, wurde überraschend die Rückkehr des Festivals bekanntgegeben. Am 3. Juni lebte das Festival in Milton Keynes wieder auf. Als Headliner standen Deep Purple auf der Bühne, Special Guest war Alice Cooper.
2016 fanden zwei Festivals unter dem Namen Monsters of Rock statt. In Bietigheim-Bissingen und auf der Loreley spielten Rainbow, Thin Lizzy und Manfred Mann’s Earth Band.

## Das Original in Castle Donington

### 1980
Das erste Monsters-of-Rock-Festival fand am 16. August 1980 statt. Der Auftritt von Saxon erschien später auf dem Livealbum „Live at Donington“. Polydor veröffentlichte im Anschluss einen Sampler mit Mitschnitten aller Bands dieses Jahres (ausschließlich Judas Priest) unter dem Titel „Live at the Monsters of Rock“. Rainbow und die Scorpions waren im Gegensatz zu den restlichen Bands mit je zwei Songs vertreten. Es waren 35.000 Zuschauer anwesend und folgende Bands standen auf der Bühne:
- Rainbow (Headliner)
- Judas Priest
- Scorpions
- April Wine
- Saxon
- Riot
- Touch

plus Neal Kay als DJ

### 1981
Das Festival fand am 22. August statt. Folgende Bands standen auf der Bühne:
- AC/DC (Headliner)
- Whitesnake
- Blue Öyster Cult
- Slade
- Blackfoot
- More

plus Tommy Vance als DJ

### 1982
Das Festival fand am 21. August statt. Saxon waren die erste Band, die zum zweiten Mal beim Monsters of Rock auftrat. Folgende Bands standen auf der Bühne:
- Status Quo (Headliner)
- Gillan
- Saxon
- Uriah Heep
- Hawkwind
- Anvil

plus Tommy Vance als DJ

### 1983
Das Festival fand am 20. August statt. Folgende Bands standen auf der Bühne:
- Whitesnake (Headliner)
- Meat Loaf
- ZZ Top
- Twisted Sister
- Dio
- Diamond Head

plus Tommy Vance als DJ
Quelle:

### 1984
Das Festival fand am 18. August vor ca. 60.000 Zuschauern statt. AC/DC waren die erste Band, die das Monsters of Rock zum zweiten Mal als Headliner beendete. Für Van Halen markierte der Auftritt den Abschluss ihrer „1984“-Tournee. Es ist darüber hinaus der viertletzte Auftritt mit dem wenig später ausgestiegenen Sänger David Lee Roth. Teile des Y&T-Auftritts erschienen später auf dem Live-Album „BBC Live in Concert“. Auf der Bühne standen folgende Bands:
- AC/DC (Headliner)
- Van Halen
- Ozzy Osbourne
- Gary Moore
- Y&T
- Accept
- Mötley Crüe

plus Tommy Vance als DJ

### 1985
Das Festival fand am 17. August vor 80.000 Zuschauern statt. Ratt traten hier zum allerersten Mal überhaupt in Europa auf. Neben den typischen Plastikflaschen flog beim Auftritt von Bon Jovi ein Schweinekopf auf die Bühne. Auf derselben standen folgende Bands:
- ZZ Top (Headliner)
- Marillion
- Bon Jovi
- Metallica
- Ratt
- Magnum

plus Tommy Vance als DJ

### 1986
Das Festival fand am 16. August vor ca. 60.000 Zuschauern statt. Beim Auftritt von Def Leppard saß zum ersten Mal Schlagzeuger Rick Allen wieder hinter dem Kit, der 1985 bei einem Verkehrsunfall seinen linken Arm verlor. Die Band Bad News bestand aus den Komikern Ade Edmundson, Rik Mayall, Nigel Planer und Peter Richardson, bekannt aus der BBC-Comedy-Serie „The Comic Strip Presents…“. Sie zeichneten auf dem Festival die Episode „More Bad News“ auf, ein Sequel zu der 1982 ausgestrahlten Episode „Bad News Tour“. Doro Pesch, Sängerin der Band Warlock war die erste von zwei Frauen, die bei diesem Festival auftrat. Auf der Bühne standen folgende Bands:
- Scorpions
- Ozzy Osbourne (Headliner)
- Def Leppard
- Motörhead
- Bad News
- Warlock

plus Tommy Vance als DJ

### 1987
Am 22. August 1987 waren Bon Jovi zum ersten Mal Headliner des Festivals. Die Show endete neben dem obligaten Feuerwerk mit einer Jam-Session, bei der Bon Jovi von Paul Stanley (KISS), Bruce Dickinson (Iron Maiden) und Dee Snider (Twisted Sister) unterstützt wurden. Sie alle spielten den Creedence-Clearwater-Revival-Song Travelin‘ Band sowie das Grand-Funk-Stück We Are An American Band. Metallica wurden ebenfalls zu dieser Jam-Session eingeladen, verweigerten aber eine Teilnahme, weil Bon Jovi während des Metallica-Auftritts mit einem Helikopter über die Zuschauer geflogen waren. W.A.S.P. durften nicht ihre komplette Show auffahren, was die Band mit der Zerstörung des Equipments am Ende ihres Sets kommentierte. Drei zerstörte Gitarren und neun Verstärker ergaben einen Schaden von 2.000 Pfund. 1987 war das einzige Jahr, in dem ausschließlich amerikanische Bands in Donington auftraten. Trotz des schlechten Wetters fanden 97.000 Zuschauer ihren Weg auf die Rennstrecke, ein neuer Rekord. Auf der Bühne standen folgende Bands:
- Bon Jovi (Headliner)
- Dio
- Metallica
- Anthrax
- W.A.S.P.
- Cinderella

plus The Bailey Brothers als DJs

### 1988
Das mit 102.000 Zuschauern ausverkaufte Monsters-of-Rock-Festival fand am 20. August 1988 in Donington statt. KISS spielten zum einzigen Mal in ihrem Bestehen als Vorgruppe von Iron Maiden, die einst bei ihnen selbst im Vorprogramm gespielt hatten. Lars Ulrich, Schlagzeuger von Metallica, erschien zur Megadeth-Zugabe Anarchy in the U.K. auf der Bühne. Während des Auftritts von Guns n’ Roses wurden zwei Fans in der nach vorne strömenden Menge erdrückt.
- Iron Maiden (Headliner)
- KISS
- David Lee Roth
- Megadeth
- Guns n’ Roses
- Testament
- Helloween

plus The Bailey Brothers und Neal Kay als DJs

### 1989
Wegen der zwei Todesopfer im Vorjahr gestaltete sich die Organisation des Festivals 1989 als schwierig. Obwohl im Vorfeld die Genehmigung für eine Veranstaltung unter der Auflage, nicht mehr als 70.000 Tickets zum Verkauf herauszugeben, erteilt wurde, sagten die Veranstalter das 1989er-Festival im Mai ab. Noch im April des Jahres war folgendes Line-Up im Gespräch: Whitesnake als Headliner, dazu Mötley Crüe, Poison, Cinderella, Vixen und Femme fatale. In einer offiziellen Presseerklärung von Aimcarve hieß es: "Wir sind uns der schweren Aufgabe des North West Leicestershire Council, das mit der Formulierung der Durchführungsbedingungen beauftragt war, wohl bewusst. Unglücklicherweise sind einige der Auflagen für uns nicht akzeptabel, und wir gedenken, sie gerichtlich anzufechten. Da ein Prozess aber mehrere Wochen Zeit in Anspruch nimmt, sehen wir uns außerstande, die Show noch im Rahmen entsprechend organisieren zu können. […] Aimcarve ist zuversichtlich, dass das Festival 1990 in den Donington Park zurückkehren wird". Stattdessen fand in Milton Keynes ein ähnlich großes Festival statt, bei dem Bon Jovi als Headliner auftrat. Weitere Bands auf dem Billing waren Europe, Cinderella, Skid Row und The Quireboys. Während der Performance von Bon Jovi kamen Steven Tyler und Joe Perry von Aerosmith auf die Bühne, um mit der Band den Aerosmith-Song Walk This Way zu jammen.

### 1990
Das Festival fand am 18. August statt. Wegen der beiden Todesfälle von 1988 wurde die Ticketausgabe auf 72.500 begrenzt; die Karten waren restlos ausverkauft. In diesem Jahr wurde das 'Monsters of Rock' zum ersten Mal live via BBC Radio 1 übertragen. Gegen Ende des Aerosmith-Sets kam Led-Zeppelin-Gitarrist Jimmy Page auf die Bühne, um mit der Band den Yardbirds-Klassiker Train Kept A Rolling und Walk This Way zu jammen.
- Whitesnake (Headliner)
- Aerosmith
- Poison
- The Quireboys
- Thunder

### 1991
Das Festival fand am 17. August vor erneut über 100.000 Zuschauern auf der Rennstrecke Donington statt. AC/DC waren die erste und einzige Band, die das Monsters-of-Rock'-Festival drei Mal als Headliner absolviert hat. Die Band schnitt den Auftritt für ihre Live-DVD bzw. VHS AC/DC – Live in Donington mit. Auf der Bühne standen folgende Bands:
- AC/DC (Headliner)
- Metallica
- Mötley Crüe
- Queensrÿche
- The Black Crowes
- Pantera (nur beim Festival in Moskau)
- E.S.T. (nur beim Festival in Moskau)

### 1992
Das Festival fand am 22. August statt. Iron Maiden schnitten den Auftritt für ihre Live-CD Live At Donington mit. Der Auftritt von W.A.S.P. wurde den Fans erst auf der I-Am-One-Single und später auf dem Re-Release der The-Crimson-Idol-CD zugänglich gemacht. Der Auftritt von The Almighty fand ebenfalls eine offizielle Veröffentlichung.
- Iron Maiden (Headliner)
- Skid Row
- Thunder
- Slayer
- W.A.S.P.
- The Almighty

### 1993
1993 fand kein Festival statt, da die Organisatoren keinen zugkräftigen Headliner verpflichten konnten.

### 1994
1994 fand das Festival erstmals auf zwei Bühnen und nicht im August, sondern am 4. Juni statt. Mit 72.500 Zuschauern war es erneut ausverkauft. Vor dem Auftritt der ersten Band wurde ein Pärchen auf der Bühne von einem Priester getraut. Biohazard wurden nach gut 20 Minuten Spielzeit der Strom abgedreht, nachdem sie etwa 50 Fans aus dem Publikum zu sich auf die Bühne geholt hatten. Die Security und der Veranstalter waren von der Idee nicht angetan, was in Handgreiflichkeiten zwischen Band und Security und dem Abbruch des Konzertes der Band endete. Auf der Hauptbühne spielten folgende Bands:
- Aerosmith (Headliner)
- Extreme
- Pantera
- Sepultura
- Therapy?
- Pride & Glory

Auf der zweiten Bühne waren folgende Acts zu sehen:
- Wildhearts
- Terrorvision
- Skin
- Biohazard
- Cry of Love
- Headswim

### 1995
Das Festival fand am 26. August statt. Die Organisatoren kehrten zu einer einzigen Bühne zurück. Erneut war das Festival mit 72.500 Zuschauern ausverkauft. Der Metallica-Auftritt – ihr erster als Headliner des Festivals – stand unter dem Titel Escape From The Studio ‘95, da die Band zu dieser Zeit gerade in den Aufnahmen zu ihrem Album Load steckte. Metallica waren darüber hinaus die einzige Band, die vier Mal in Donington aufgetreten ist. Therapy? hingegen war die erste Band, die an zwei aufeinander folgenden Jahren in Donington spielte. Auf der Bühne standen folgende Bands:
- Metallica (Headliner)
- Therapy?
- Skid Row
- Slayer
- Slash’s Snakepit
- White Zombie
- Machine Head
- Warrior Soul
- Corrosion of Conformity

### 1996
1996 fand am 17. August das bislang letzte Festival in Castle Donington unter dem Monsters-of-Rock-Banner statt. Die im Vergleich zu den vorigen Festivals enttäuschende Zahl von 50.000 Zuschauern sowie die immer schwieriger werdende Suche nach einem zugkräftigen Headliner dürfte einen maßgeblichen Einfluss auf das Ende des Festivals gehabt haben. KISS und Ozzy Osbourne teilten sich einen Doppel-Headlining-Slot. Sepultura spielten ihren Gig als Trio ohne Sänger Max Cavalera, der nach dem Tod von Dana Wells, dem 21-jährigen Sohn seiner Frau und Bandmanagerin Gloria wieder abgereist war. Gitarrist Andreas Kisser übernahm den Gesang. Die Bands der Hauptbühne waren:
- KISS (Headliner)
- Ozzy Osbourne (Headliner)
- Sepultura
- Biohazard
- Paradise Lost
- Dog Eat Dog
- Fear Factory

Auf der zweiten Bühne waren folgende Acts zu sehen:
- Korn
- Type O Negative
- Everclear
- 3 Colours Red
- Honeycrack
- Cecil

### 2006
2006 wurde überraschend die Rückkehr des Festivals bekanntgegeben. Erstmals fand ein Monsters of Rock nicht in Donington, sondern im National Bowl in Milton Keynes statt. Das Festival fand am 3. Juni statt, die Karten kosteten £38.50. Es kamen ca. 30.000 Zuschauer.
Folgende Bands traten auf:
- Deep Purple (Headliner)
- Alice Cooper
- Journey
- Thunder
- Queensrÿche
- Ted Nugent
- RoadStar

## „Monsters of Rock“ in Europa
Ab 1988 wurde regelmäßig das (teilweise leicht veränderte) Line-Up vom englischen Mutterfestival auf Europatour geschickt. Monsters-of-Rock-Festivals fanden in folgenden Ländern statt:
- 1988: Deutschland, Frankreich, Niederlande, Italien, Spanien
- 1990: Deutschland, Schweden
- 1991: Belgien, Dänemark, Deutschland, Frankreich, Niederlande, Italien, Österreich, Polen, Schweiz, Spanien, Ungarn, Russland
- 1992: Deutschland, Italien, Spanien

## „Monsters of Rock“ in Deutschland

### 1983
1983 fand erstmals eine deutsche Ausgabe der Monsters-of-Rock-Festivals mit insgesamt 69.000 Zuschauern statt. Am 2. September in der Westfalenhalle in Dortmund vor 11.000 Zuschauern, am 3. September im VFR-Stadion auf dem Erbsenberg in Kaiserslautern vor 30.000 Zuschauern und am 4. September auf dem Zeppelinfeld in Nürnberg vor 28.000 Zuschauern. Das Programm unterschied sich in den verschiedenen Städten ein wenig. Insgesamt standen folgende Bands auf der Bühne:
- Whitesnake (Headliner)
- Blue Öyster Cult
- Meat Loaf
- Thin Lizzy
- Saxon
- Motörhead
- Twisted Sister

Auf dem Festivalplakat waren noch Survivor und Krokus aufgeführt, die ebenso wie Ozzy Osbourne und Cheetah nicht auftraten.
In Dortmund waren Meat Loaf, Blue Öyster Cult, Krokus und Survivor nicht dabei. In Nürnberg fehlten Survivor und Krokus.

### 1984
1984 fanden in Deutschland zwei Monsters-of-Rock-Festivals vor insgesamt 95.000 Zuschauern statt: am 1. September im Wildparkstadion in Karlsruhe vor 45.000 Zuschauern und am 2. September im Städtischen Stadion Nürnberg vor 50.000 Zuschauern. 16 Trucks mit je 30 Tonnen Ladekraft wurden alleine für die PA benötigt. Die Lichtanlage wog zehn Tonnen. Die Bühnen waren je 63 Meter breit und 20 Meter tief. Mit dabei waren folgende Bands:
- AC/DC (Headliner)
- Van Halen
- Dio
- Ozzy Osbourne
- Gary Moore
- Accept
- Mötley Crüe

### 1986
1986 fanden in Deutschland zwei Monsters-of-Rock-Festivals statt. In Nürnberg und Mannheim wurden insgesamt 80.000 Zuschauer Zeuge des deutschen Monsters of Rock. Die Tickets kosteten 48,– DM. Folgende Bands standen auf der Bühne:
- Scorpions (Headliner)
- Ozzy Osbourne
- Def Leppard
- MSG
- Bon Jovi
- Warlock

### 1987
1987 fanden in Deutschland zwei Monsters-of-Rock-Festivals statt: eines am 29. August auf dem Messegelände in Nürnberg vor 60.000 Zuschauern und das andere am 30. August im FCP-Stadion in Pforzheim vor 40.000 Zuschauern. Die Tickets kosteten im Vorverkauf 44,– DM, an der Tageskasse 49,– DM. Die Bühne hatte eine Größe von 55 m Breite, 18 m Tiefe und 15 m Höhe. Die Anlage erbrachte eine Leistung von 180.000 Watt, die Lichtanlage 1.400 Kilowatt. Die erste Band bestieg um 11 Uhr vormittags die Bühne, der Headliner Deep Purple spielte von 20:00 Uhr bis 22:00 Uhr. In Pforzheim wurde die Leiche eines außerhalb des Festivalgeländes ermordeten französischen Fans aus der Enz gefischt. Die Presse berichtete außerdem von Randalen und Ausschreitungen einiger Fans. Der Auftritt der Pretty Maids wurde in Pforzheim wegen Zeitverzugs, bedingt durch den PA-Aufbau, abgesagt. Auf der Bühne standen folgende Bands:
- Deep Purple (Headliner)
- Dio
- Metallica
- Ratt
- Cinderella
- Helloween
- Pretty Maids (spielten nicht in Pforzheim)

### 1988
1988 fanden in Deutschland zwei Monsters-of-Rock-Festivals statt: Auf den Mainwiesen in Schweinfurt am 27. August vor 45.000 Zuschauern und im Ruhrstadion in Bochum am 28. August vor 20.000 Besuchern. Die Tickets kosteten im Vorverkauf 44,– DM zuzüglich 4,40 DM Vorverkaufsgebühr. Die Bühnen besaßen eine Breite von 80 Metern und eine Tiefe von 20 Metern. Die PA-Türme erreichten eine Höhe von 17 Metern. Die Leistung der Tonanlage erreichte 160.000 Watt. Die Lichtanlage bestand aus 1.500 Lampen mit einer Leistung von jeweils 1.000 Watt. Megadeth waren als dritte Band im Billing aufgelistet, sagten allerdings kurzfristig ab. Als Ersatz rutschten Testament ins Line-Up, tauschten allerdings mit Great White die Spielpositionen. In Schweinfurt gab es am Vorabend des Festivals massive Ausschreitungen von Fans, die durch meist stark unter Einfluss von Alkohol und anderen Drogen stehende und extrem gewaltbereite Jugendliche verursacht wurden. Nur durch das Einschreiten starker Polizeikräfte konnte die Veranstaltung doch noch am nächsten Tag stattfinden. Auch während des Konzerttages gingen Gerüchte umher, dass es bereits mehrere Tote gäbe (die Todesfälle aus Donington wurden in Schweinfurt als neue gemeldet), weswegen Iron Maiden nicht spielen wollten. Fälschlicherweise wurde später behauptet, dass diese Stimmung absichtlich provoziert wurde, damit in Zukunft im Freistaat Bayern kein Monsters-of-Rock-Festival mehr stattfinden kann. Sogar in der Tagesschau in der ARD wurde über die Krawalle berichtet.
Teile des Festivals wurden seinerzeit im erst seit kurzem terrestrisch empfangbaren Fernsehmagazin "Mosh" auf RTL plus ausgestrahlt.
An beiden deutschen Festivals spielten folgende Bands:
- Iron Maiden (Headliner)
- David Lee Roth
- KISS
- Anthrax
- Great White
- Testament (sprangen für die angekündigten Megadeth ein)
- Treat (spielten nicht in Bochum)

### 1990
Wegen der Ausschreitungen aus dem Jahre 1988 in Schweinfurt firmierte dieses Festival unter dem Namen „Superrock“. Es fand in drei deutschen Städten statt. Am 23. August auf der Berliner Waldbühne (wobei dort lediglich Whitesnake, Aerosmith und Poison spielten), am 25. August in der Westfalenhalle in Dortmund und am 1. September auf dem Maimarktgelände in Mannheim. Die Ticketpreise bewegten sich im Vorverkauf zwischen 45,– und 46,– DM. Folgende Bands standen auf der Bühne:
- Whitesnake (Headliner)
- Aerosmith
- Dio
- Poison
- Vixen
- The Front
- Cold Sweat

### 1991
Die Monsters of Rock-Tour machte in diesem Jahr gleich sieben Mal in Deutschland halt: am 24. August auf der Trabrennbahn Daglfing in München, am 27. und 28. August im Waldbühnen-Amphitheater in Berlin und am 31. August im Niedersachsenstadion in Hannover. Das Festival war ursprünglich für den 8. September in Oldenburg geplant, wurde aber auf den 31. August vorverlegt und wegen großer Nachfrage dann nach Hannover ins Niedersachsenstadion verlegt. Außerdem gab es Veranstaltungen am 7. September beim Militärflugplatz in Mainz-Finthen sowie am 17. und 18. September in der Westfalenhalle in Dortmund. Das Konzert in Dortmund war zuerst für Gelsenkirchen geplant und wurde aufgrund einer angedrohten Klage eines Bürgers verlegt. 30.000 im Vorverkauf abgesetzte Tickets mussten zurückerstattet werden. Das Line-up war identisch mit dem englischen Mutterfestival:
- AC/DC (Headliner)
- Metallica
- Mötley Crüe
- Queensrÿche
- The Black Crowes

Mötley Crüe waren in Dortmund nicht mehr dabei, da die Band Tour-Verpflichtungen in Japan zu erfüllen hatte.

### 1992
Wie schon zwei Jahre zuvor firmierte die Veranstaltung unter dem Namen „Superrock“. Das Festival fand am 15. August 1992 auf dem Maimarktgelände in Mannheim vor 41.200 Zuschauern statt. Die Tickets kosteten 55,– DM, und folgende Bands standen auf dem Billing:
- Iron Maiden (Headliner)
- Black Sabbath
- Slayer
- Helloween
- W.A.S.P.
- Testament
- The Almighty

## „Monsters of Rock“ in der Sowjetunion
Am 28. September 1991 fand auf dem Militärflugplatz Moskau-Tuschino vor grob geschätzten 1.600.000 Zuschauern das größte Monsters-of-Rock-Festival aller Zeiten statt. Es wurde als Benefiz-Konzert auf Grund des gescheiterten Militär-Putsches gegen die Regierung deklariert. Der Eintritt war frei. Wegen der großen Menschenmassen waren mehrere Tausend Polizeikräfte bzw. Militärpolizisten und normale (für diese Aufgabe überforderte) Soldaten im Einsatz, welche u. a. auch wegen mangelnder Erfahrung mit derartigen Events eher brutal gegenüber den Fans vorgingen. In der Presse war später von 14 Toten die Rede. Die russische Band EST veröffentlichte mehrere Live-CDs von diesem Konzert. Ausschnitte sind außerdem u. a. auf dem Metallica-Video „A Year And A Half“ und der 3 Vulgar Videos From Hell-DVD von Pantera zu sehen. Des Weiteren gibt es von diesem Festival eine offizielle VHS/DVD namens For those about to Rock. Das Billing wurde weitgehend vom Mutterfestival in Donington übernommen, allerdings waren Mötley Crüe und Queensryche nicht dabei, stattdessen Pantera und EST:
- AC/DC (Headliner)
- Metallica
- Pantera
- The Black Crowes
- EST

## „Monsters of Rock“ in den USA
Im Jahr 1988 fand im Juni und Juli in den USA eine zweimonatige Monsters-of-Rock-Festival-Tour statt. Das Line-Up hatte nichts mit dem englischen Original zu tun. Mit dabei waren folgende Bands:
- Van Halen (Headliner)
- Scorpions
- Dokken
- Metallica
- Kingdom Come

## „Monsters of Rock“ in Südamerika
Wie auch das nordamerikanische Festival standen die Veranstaltungen in Südamerika in keiner Verbindung zum englischen Mutterfestival. Die Festivals fanden darüber hinaus erst nach dem Ende der originalen Monsters of Rock statt.

### Argentinien
Am 12. Dezember 1998 spielten im Velez Sarsfield Stadium in Buenos Aires folgende Bands:
- Iron Maiden (Headliner)
- Slayer
- Helloween

### Brasilien
Am 24. August 1996 spielten im Estádio do Pacaembu in São Paulo folgende Bands:
- Iron Maiden (Headliner)
- Skid Row
- Motörhead
- Biohazard
- Raimundos
- Helloween
- King Diamond
- Mercyful Fate
- Héroes del Silencio

Am 19. und 20. Oktober 2013 spielten in der Arena Anhembi in São Paulo folgende Bands:
- Aerosmith
- Slipknot
- Korn
- Limp Bizkit
- Killswitch Engage
- Whitesnake
- Buckcherry
- Queensrÿche
- Ratt
- Gojira
- Hatebreed
- Hellyeah
- Dokken
- Geoff Tate